# Aprilie 2020
Acest articol este generat integral pe baza informațiilor din articolul 2020 și este actualizat periodic de un robot.
 Editările făcute în articol vor fi șterse la următoarea actualizare! Dacă doriți să faceți modificări, editați articolul-sursă.

ianuarie -
februarie -
martie -
aprilie -
mai -
iunie -
iulie -
august -
septembrie -
octombrie -
noiembrie -
decembrie
Aprilie 2020 a fost a patra lună a anului și a început într-o zi de miercuri.

## Evenimente

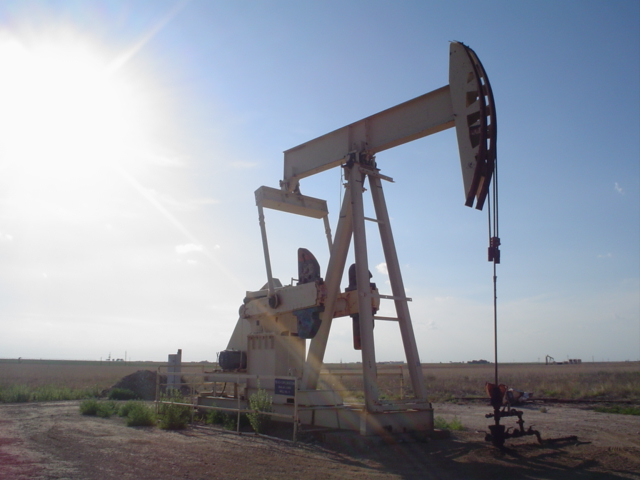
20 aprilie: Prețul petrolului în Statele Unite a scăzut la un nivel record ajungând până la -37,63 USD pe baril. Este pentru prima dată când prețul petrolului american a scăzut sub 0.

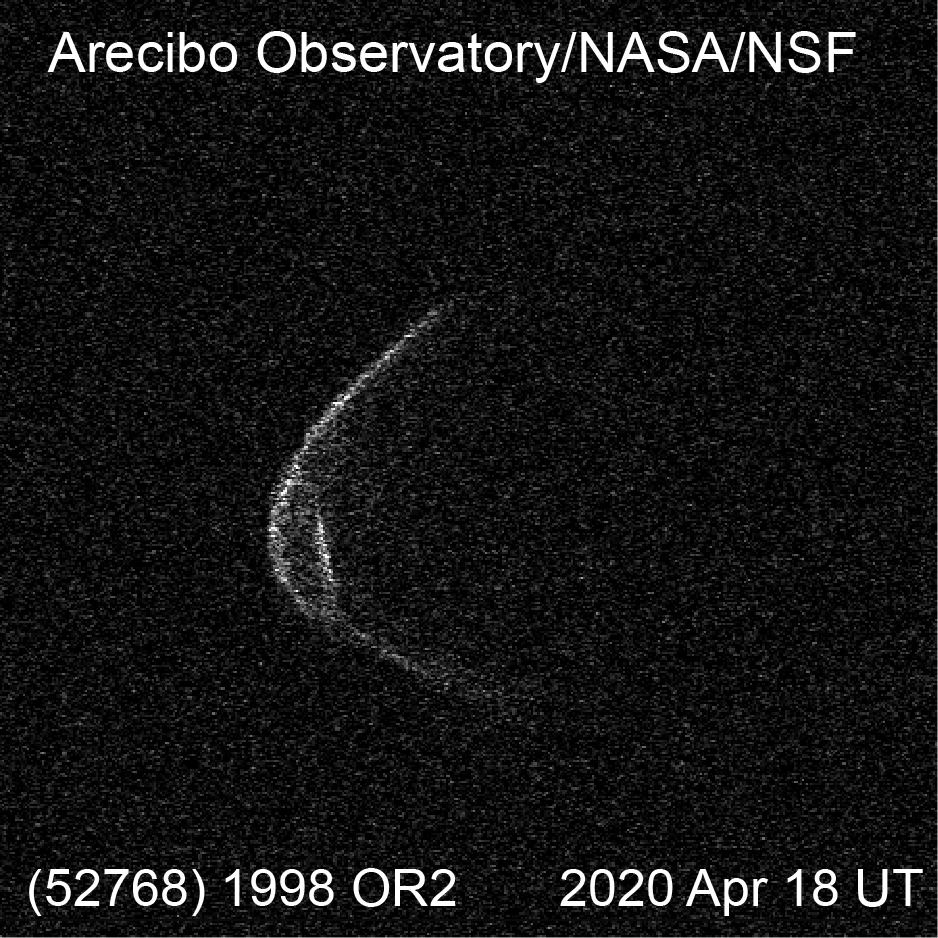
29 aprilie: Asteroidul 1998 OR2, clasificat ca fiind asteroid potențial periculos, trece la o distanță de circa 6,2 milioane de kilometri de Terra.

- 1 aprilie: Turneul de tenis de la Wimbledon ediția 2020 a fost anulat pentru prima dată după cel de-Al Doilea Război Mondial, din cauza răspândirii COVID-19 în Regatul Unit.[2]
- 2 aprilie: Numărul total de decese la nivel global depășește 50.000, iar numărul de persoane infectate de COVID-19 depășește un milion.[3]
- 4 aprilie: Prin ordonanța militară nr. 7 se instituie carantina pentru localitatea Țăndărei din județul Ialomița.[4]
- 4 aprilie: În Italia, numărul de internări la terapie intensivă a scăzut pentru prima oară din momentul în care pandemia a explodat în țară, în urmă cu peste o lună.[5]
- 9 aprilie: Prin ordonanța militară nr. 8 România suspendă, pe perioada stării de urgență, exportul mai multor produse agroalimentare precum grâu, porumb, orez sau zahăr.[6]
- 10 aprilie: Numărul total de decese la nivel global depășește 100.000, iar numărul de persoane infectate depășește un milion șase sute de mii.[3][7]
- 14 aprilie: Austria redeschide mii de centre comerciale, fiind una dintre primele țări din Europa ce ridică unele restricții impuse de epidemia de coronavirus.[8]
- 14 aprilie: Președintele american Donald Trump anunță că Statele Unite suspendă contribuția sa la Organizația Mondială a Sănătății pe motivul „proastei gestionări” a pandemiei noului coronavirus.[9]
- 15 aprilie: Victorie a partidul democrat sud-coreean aflat la putere și a aliatului său (49,9%) la alegerile legislative din Coreea de Sud. Pezența la vot de 66,2% a fost cea mai mare din ultimii 28 de ani ai țării.[10]
- 17 aprilie: China a revizuit în creștere cu aproape 50% a numărului total de decese cauzate de noul coronavirus de la 3.869 la 4.632. Explicația autorităților a fost că inițial au luat în considerare doar persoanele care au murit în spital.[11]
- 17 aprilie: Numărul total de decese la nivel global depășește 150.000, iar numărul de persoane infectate depășește două milioane.[3]
- 20 aprilie: Atac armat în orășelul de coastă Portapique, Nova Scoția, Canada. Cel puțin 22 de persoane au decedat, inclusiv atacatorul și un ofițer de poliție. Conform The Guardian, atacul este cel mai grav din istoria modernă a Canadei.[12][13]
- 20 aprilie: Prețul petrolului în Statele Unite a scăzut la un nivel record ajungând până la -37,63 USD pe baril. Este pentru prima dată când prețul petrolului american a scăzut sub 0.[1]
- 22 aprilie: Libanul legalizează canabisul medicinal, devenind prima țară arabă care ia această decizie.[14]
- 25 aprilie: Numărul total de decese la nivel global depășește 200.000, iar numărul de persoane infectate se apropie de trei milioane.[3]
- 29 aprilie: Asteroidul 1998 OR2, clasificat ca fiind asteroid potențial periculos, trece la o distanță de circa 6,2 milioane de kilometri de Terra.

## Decese
- 1 aprilie: Dora Werzberg, 99 ani, asistentă medicală și socială franceză (n. 1920)
- 2 aprilie: Bernardita Catalla, 62 ani, diplomată  filipineză (n. 1958)
- 2 aprilie: Feriha Öz, 87 ani, academiciană și patologă turcă (n. 1933)
- 3 aprilie: Marguerite Lescop, 104 ani, scriitoare, editoare și oratoare canadiană (n. 1915)
- 3 aprilie: Frida Wattenberg, 95 ani, membră a rezistenței franceze (n. 1924)
- 4 aprilie: Lila Fenwick, 87 ani, avocată afro-americană (n. 1932)
- 4 aprilie: Leïla Menchari, 92 ani, designer și decoratoare tunisiană (n. 1927)
- 4 aprilie: Ivan Vakarciuk, 73 ani,  fizician ucrainean (n. 1947)
- 5 aprilie: Honor Blackman, 94 ani, actriță britanică de film (n. 1925)
- 6 aprilie: Radomir Antić, 71 ani, fotbalist și antrenor sârb (n. 1948)
- 8 aprilie: Mircea Moldovan, 83 ani, regizor de film român (n. 1936)
- 8 aprilie: Valeriu Muravschi, 70 ani, politician și om de afaceri din Republica Moldova, prim-ministru (1991–1992), (n. 1949)
- 10 aprilie: Olga Bucătaru, 78 ani, actriță română de film, radio, televiziune, scenă și voce (n. 1942)
- 10 aprilie: Marianne Lundquist, 88 ani, înotătoare suedeză (n. 1931)
- 10 aprilie: Ing Yoe Tan, 71 ani, om politic neerlandez, membră a Parlamentului (n. 1948)
- 10 aprilie: Iris M. Zavala, 83 ani, autoare, jurnalistă și poetă portoricană (n. 1936)
- 11 aprilie: John Horton Conway, 82 ani, matematician englez (n. 1937)
- 12 aprilie: Adrian Lucaci, 53 ani, fotbalist român (n. 1966)
- 12 aprilie: Stirling Moss, 90 ani, pilot britanic de Formula 1 (n. 1929)
- 13 aprilie: Efrem Bauh, 86 ani, scriitor în limba rusă, poet, traducător, jurnalist și activist sovietic (n. 1934)
- 13 aprilie: Sarah Maldoror, 90 ani, regizoare franceză (n. 1929)
- 13 aprilie: Patricia Millardet, 63 ani, actriță franceză (Caracatița), (n. 1957)
- 13 aprilie: Ann Sullivan, 91 ani, animatoare americană (n. 1929)
- 14 aprilie: Helen Damico, 89 ani, profesoară universitară specializată în engleză veche și literatura anglo-saxonă (n. 1931)
- 14 aprilie: Ligia Dumitrescu, 83 ani, actriță română de teatru și film (n. 1936)
- 14 aprilie: Maria de Sousa, 80 ani, imunologă, poetă și scriitoare portugheză (n. 1939)
- 15 aprilie: Brian Manion Dennehy, 81 ani, actor american de film (Rambo 1), (n. 1938)
- 15 aprilie: Andrei Ursu, 91 ani, pedolog din R. Moldova, membru titular al Academiei de Științe (n. 1929)
- 16 aprilie: Gene Deitch, 95 ani, animator, ilustrator și regizor de film ceh de etnie americană (n. 1924)
- 16 aprilie: Anton Achiței, 74 ani, interpret român de muzică populară (n. 1946)
- 16 aprilie: Luis Sepúlveda, 70 ani, scriitor, regizor, jurnalist și om politic chilian (n. 1949)
- 17 aprilie: Sergio Fantoni, 89 ani, actor italian (n. 1930)
- 17 aprilie: Iris Love, 86 ani, arheologă americană (n. 1933)
- 17 aprilie: Arlene Saunders, 89 ani, solistă americană de operă (soprană spinto), (n. 1930)
- 18 aprilie: Alexandru Boboc, 90 ani, filosof român (n. 1930)
- 20 aprilie: Daniela Caraman Fotea, 76 ani, critic muzical, jurnalist de artă, muzicolog și autor de non-ficțiune român (n. 1943)
- 21 aprilie: Nelu Bălășoiu, 71 ani, interpret român de muzică populară (n. 1948)
- 23 aprilie: Kumiko Okae, 63 ani, actriță și prezentatoare de televiziune, japoneză (n. 1956)
- 24 aprilie: Mircea Mureșan (Mircea Nicolae-Ioan Mureșian), 91 ani, regizor român de film (n. 1928)
- 25 aprilie: Madeline Kripke, 76 ani, colecționară de cărți, americană (n. 1943)
- 25 aprilie: Dumitru Popa, 62 ani, politician român, prefect al județului Brăila (2009-2012), (n. 1958)
- 25 aprilie: Mihai Dimitrie Sturdza, 86 ani, istoric și diplomat român (n. 1934)
- 26 aprilie: Georges-Jean Arnaud, 91 ani, scriitor francez (n. 1928)
- 26 aprilie: Eugeniu Barău, 73 ani, pictor român (n. 1946)[15]
- 26 aprilie: Laura Bernal, 64 ani, diplomată argentiniană (n. 1956)
- 26 aprilie: Giulietto Chiesa, 79 ani, om politic italian, membru al Parlamentului European (2004-2009), (n. 1940)
- 26 aprilie: Clara Mărgineanu, 47 ani, jurnalistă, realizatoare de filme documentare și emisiuni culturale și scriitoare română (n. 1972)
- 26 aprilie: Grigore Rusu, 84 ani, actor, regizor, profesor universitar, cercetător științific și istoric teatral din Republica Moldova (n. 1936)
- 26 aprilie: Henri Weber, 75 ani, om politic francez, membru al Parlamentului European (2004-2009), (n. 1944)
- 29 aprilie: Romulus Cristea, 52 ani, jurnalist și revoluționar român (n. 1967)
- 30 aprilie: Lázár Madaras, 79 ani, deputat român (1990-1996), (n. 1941)